# Грб Бугарске
Грб Бугарске је званични хералдички симбол Републике Бугарске. Грб је усвојен 1997. године. 
Ово је први грб који је Бугарска користила од кад се завршила комунистичка ера, почетком последње деценије 20. века. Договор око грба је био извор велике контроверзе у бугарској влади и парламенту, јер су се различите партије расправљале око изгледа грба. После седмогодишње расправе у јавности у и скупштини, усвојен је овај облик бугарског грба. 
Грб има два лава који држе штит на коме стоји лав. Изнад штита је круна бугарског цара, Јована Асена II. Испод штита је на бугарском исписан национални мото, „Јединство даје снагу“ (буг. Съединението прави силата). 
Круна изнад штита, и самим тим изнад лава на штиту није круна последње бугарске монархије, већ друге бугарске монархије (1185 - 1396). Ово, друго Бугарско царство су успоставила браћа Петар и Асен, након што је Бугарска ослобођена од византијске контроле, а пре него што је пала под османску власт. 